# 蓬左文庫本源氏物語
蓬左文庫本源氏物語（ほうさぶんこほんげんじものがたり）とは、源氏物語の写本のこと。現在名古屋市蓬左文庫に所蔵されているためこのように呼ばれる。蓬左文庫とは、尾張徳川家に伝来した数多くの書物を収蔵している文庫であり、源氏物語の写本についても揃い本から零本まで数組の写本が存在する。

## 蓬左文庫本所蔵の源氏物語の写本
現在蓬左文庫に所蔵されている源氏物語の写本としては以下のようなものがある。
- 河内本の本文を持つ代表的な写本とされる尾州家本源氏物語と呼ばれている写本

- 「松風」[1]・「竹河」[2]・「総角」[3]・「浮舟」[4]の4帖からなる零本。いずれも鎌倉時代の書写と見られる写本ではあるものの、伝承筆者も藤原為家（竹河・浮舟）・源頼政（総角）・越部局（松風）と異なっており、また本文系統も総角は青表紙本、浮舟は河内本、竹河及び松風は別本と異なっており、元から一組の写本であったのかどうかは定かではない。但し江戸時代ころにはこの4帖はそろって京都の公家である烏丸家のもとにあり、さらにはこのころには現在国立歴史民俗博物館の所蔵となっている中山本とも一組のものであったと見られるが、中山本と同様に明治30年代に烏丸家から流出し、このときにはこの4帖は平戸の松浦家のものになり、その後大正末年ころに尾張徳川家のものになり蓬左文庫に入ったものであるという[5]。源氏物語別本集成に「蓬左文庫本」として収録されている「松風」・「総角」・「浮舟」巻及び河内本源氏物語校異集成に「蓬左文庫本」として収録されている「竹河」巻はこの写本のことである。
- 天正8年の奥書を持つ紹巴筆とされる34帖が現存する写本。[6]
- 天文2年の奥書を持つ青表紙本系統の本文を持つ54帖の揃い本。以下で詳述。

## 天文2年奥書本
青表紙本系統の本文を持つ54帖の揃い本。奥書などによって天文2年の書写とされる。三条西家当主により書写された巻を含んでおり、青表紙本系統の本文の中でも現在日本大学に所蔵されているの三条西家本とは極めて近い関係にあると見られる。54帖の揃い本であり、寄合書きであるために筆写目録2帖が添えられていることから全部で56帖からなる。

### 翻刻
- 岡野道夫「蓬左文庫本源氏物語の本文--柏木巻について (日本大学商学部創立70周年特集号) 」『商学集志』日本大学商学研究会  44(2・3・4)合併号、1974年（昭和49年）12月、pp. 432-422。
- 岡野道夫「翻刻　蓬左文庫本『源氏物語』「空蝉巻」の本文について」日本大学商学研究会『総合文化研究』第5巻第3号、2000年（平成12年）3月、pp. 104(27)-93(38)。
- 岡野道夫「翻刻　蓬左文庫本『源氏物語』「絵合巻」の本文について」日本大学商学研究会『総合文化研究』第6巻第1号、2000年（平成12年）7月、pp. 90(45)-71(64)。
- 岡野道夫「翻刻　蓬左文庫本『源氏物語』「花宴巻」「関屋巻」の本文について」日本大学商学研究会『総合文化研究』第6巻第2号、2000年（平成12年）11月、pp. 82(29)-65(46)。
- 岡野道夫「翻刻　蓬左文庫本『源氏物語』「胡蝶巻」の本文について」日本大学商学研究会『総合文化研究』第6巻第3号、2001年（平成13年）3月、pp. 44(37)-23(58)。
- 岡野道夫「翻刻　蓬左文庫本『源氏物語』「夢浮橋巻」の本文について」日本大学商学研究会『総合文化研究』第7巻第1号、2001年（平成13年）7月、pp. 72(1)-55(18)。
- 岡野道夫「翻刻　蓬左文庫本『源氏物語』「蛍巻」の本文について」日本大学商学研究会『総合文化研究』第7巻第2号、2001年（平成13年）11月、pp. 104(1)-84(21)。
- 岡野道夫「蓬左文庫本『源氏物語』「梅枝巻」の本文について」日本大学商学研究会『総合文化研究』第7巻第3号、2002年（平成14年）3月、pp. 126(1)-108(19)。
- 岡野道夫「蓬左文庫本『源氏物語』「松風巻」の本文について」日本大学商学研究会『総合文化研究』第8巻第1号、2002年（平成14年）6月、pp. 114(1)-92(23)。
- 岡野道夫「蓬左文庫本『源氏物語』「鈴虫巻」の本文について」日本大学商学研究会『総合文化研究』第8巻第2号、2002年（平成14年）12月、pp. 162(13)-146(29)。
- 岡野道夫「翻刻 蓬左文庫本『源氏物語』「紅梅巻」の本文について」日本大学商学研究会『総合文化研究』第8巻第3号、2003年（平成15年）3月、pp. 88(1)-72(17)。
- 岡野道夫「翻刻 蓬左文庫本『源氏物語』「桐壷巻」の本文について」日本大学商学研究会『総合文化研究』第9巻第1号、2003年（平成15年）6月、pp. 82(1)-60(23)。
- 岡野道夫「翻刻 蓬左文庫本『源氏物語』「蓬生巻」の本文について」日本大学商学研究会『総合文化研究』第9巻第2号、2003年（平成15年）12月、pp. 164(1)-142(23)。
- 岡野道夫「翻刻 蓬左文庫本『源氏物語』「横笛巻」の本文について」日本大学商学研究会『総合文化研究』第10巻第1号、2004年（平成16年）6月、pp. 62(1)-44(19)。
- 岡野道夫「翻刻 蓬左文庫本『源氏物語』「橋姫巻」の本文について」日本大学商学研究会『総合文化研究』第11巻第1号、2005年（平成17年）6月、pp. 54(1)-31(24)。
- 岡野道夫「翻刻 蓬左文庫本『源氏物語』「朝顔巻」の本文について」日本大学商学研究会『総合文化研究』第11巻第2号、2005年（平成17年）12月、pp. 110(1)-91(20)。
- 岡野道夫「翻刻 蓬左文庫本『源氏物語』「野分巻」の本文について」日本大学商学研究会『総合文化研究』第11巻第3号、2006年（平成18年）3月、pp. 58(1)-39(20)。
- 岡野道夫「翻刻 蓮左文庫本『源氏物語』「藤袴巻」の本文について」日本大学商学研究会『総合文化研究』第12巻第1号、2006年（平成18年）6月、pp. 52(17)-36(33)。
- 岡野道夫「翻刻 蓬左文庫本『源氏物語』「匂宮巻」の本文について」日本大学商学研究会『総合文化研究』第12巻第2号、2006年（平成18年）12月、pp. 74(1)-59(16)。
- 岡野道夫「翻刻 蓬左文庫本『源氏物語』「御法巻」の本文について」日本大学商学研究会『総合文化研究』第12巻第3号、2007年（平成19年）3月、pp. 80(1)-62(19)。
- 岡野道夫「翻刻 蓬左文庫本『源氏物語』「藤裏葉巻」の本文について」日本大学商学研究会『総合文化研究』第13巻第1号、2007年（平成19年）6月、pp. 112(1)-88(25)。
- 岡野道夫「翻刻 蓬左文庫本『源氏物語』「早蕨巻」の本文について」日本大学商学研究会『総合文化研究』第13巻第2号、2007年（平成19年）12月、pp. 38(21)-19(40)。
- 岡野道夫「翻刻 蓬左文庫本『源氏物語』「紅葉賀巻」の本文について」日本大学商学研究会『総合文化研究』第14巻第1号、2008年（平成20年）6月、pp. 106(1)-90(17)。
- 岡野道夫「翻刻 蓬左文庫本『源氏物語』「紅葉賀巻」の本文について 解説編」日本大学商学研究会『総合文化研究』第14巻第2号、2008年（平成20年）12月、pp. 102(21)-92(31)。
- 岡野道夫「翻刻 蓬左文庫本『源氏物語』「若紫巻」の本文について」日本大学商学研究会『総合文化研究』第14巻第3号、2009年（平成21年）3月、pp. 62(25)-34(53)。
- 岡野道夫「翻刻 蓬左文庫本『源氏物語』「若紫巻」の本文について　解説編」日本大学商学研究会『総合文化研究』第15巻第1号、2009年（平成21年）6月、pp. 74(1)-57(18)。
- 岡野道夫「翻刻 蓬左文庫本『源氏物語』「薄雲巻」の本文について」日本大学商学研究会『総合文化研究』第15巻第3号、2010年（平成22年）3月、pp. 62(1)-42(21)。
- 岡野道夫「翻刻 蓬左文庫本『源氏物語』「薄雲巻」の本文について」日本大学商学研究会『総合文化研究』第16巻第1号、2010年（平成22年）6月、pp. 72(1)-58(15)。
- 岡野道夫「翻刻 蓬左文庫本『源氏物語』「澪標巻」の本文について」日本大学商学研究会『総合文化研究』第16巻第2号、2010年（平成22年）12月、pp. 58(1)-37(22)。
- 岡野道夫「翻刻 蓬左文庫本『源氏物語』「澪標巻」の本文について」日本大学商学研究会『総合文化研究』第17巻第1号、2011年（平成23年）6月、pp. 88(1)-77(12)。